# Dejbjerg hede
Dejbjerg Hede er et område med hede mellem Skjern og Ringkøbing. Sammen med Dejbjerg Plantage udgør Dejbjerg hede et større sammenhængende naturområde. I området findes mange gravhøje  .
I den nordlige ende af heden ligger Hellig kors kloster. 135 hektar af Dejbjerg Hede ved Helligkors Kirke blev fredet i 1973 og 1974. Størstedelen af heden ejedes sammen med Dejbjerg Plantage af Hedeselskabet, som frivilligt lod heden frede.
I Bjørnemosen ved Bundsbæk Mølle er fredet 18 ha i 1980.